# John Wales
John Wales, född 31 juli 1783 i New Haven, Connecticut, död 3 december 1863 i Wilmington, Delaware, var en amerikansk politiker (whig). Han representerade delstaten Delaware i USA:s senat 1849-1851.
Wales utexaminerades 1801 från Yale College. Han studerade sedan juridik och inledde sin karriär som advokat i New Haven. Han fortsatte senare som advokat i Philadelphia och i Baltimore. Han flyttade 1815 till Wilmington, Delaware och var verksam som bankdirektör. Han var delstatens statssekreterare (Secretary of State of Delaware) 1845-1849.
Senator John M. Clayton avgick 1849 och efterträddes av Wales. Han ställde upp för omval men besegrades 1851 av demokraten James A. Bayard, Jr.
Wales avled 1863 och gravsattes på Wilmington and Brandywine Cemetery.